# 河野通宣 (刑部大輔)
河野 通宣（かわの みちのぶ、生年不詳 - 永正16年（1519年））は、戦国時代の伊予国の戦国大名。伊予河野氏の当主。湯築城主。

## 生涯
分家である予州家との対立は継続しており、一時河野通篤（通春の子。左京大夫通宣の祖父、但し異説あり）に居城を追われたが、間もなく奪回している。